# Pronephrium asperum
Pronephrium asperum là một loài thực vật có mạch trong họ Thelypteridaceae. Loài này được (C. Presl) W.C. Shieh & J.L. Tsai miêu tả khoa học đầu tiên năm 1994.